# Opteron

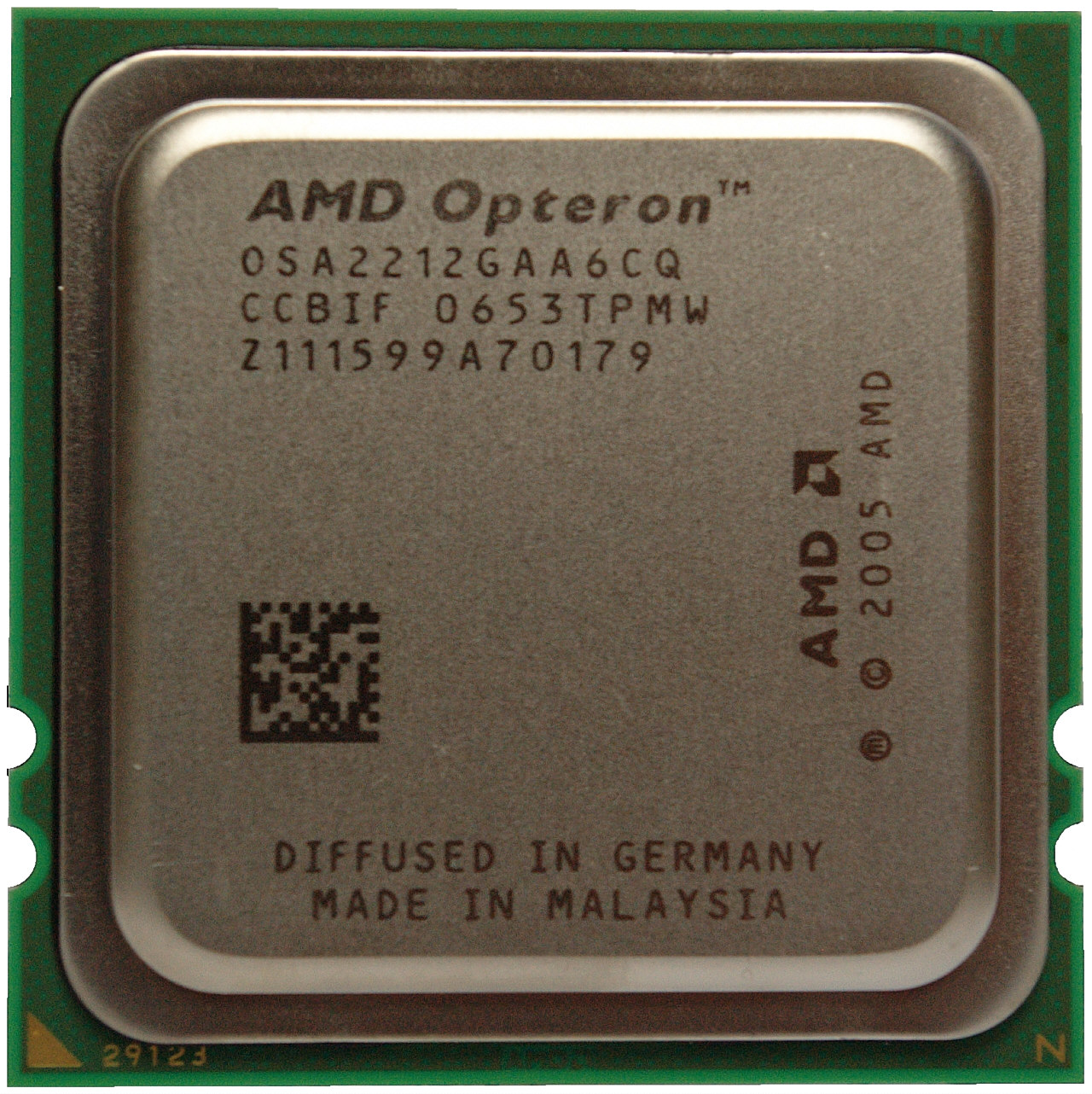
Opteron 2212

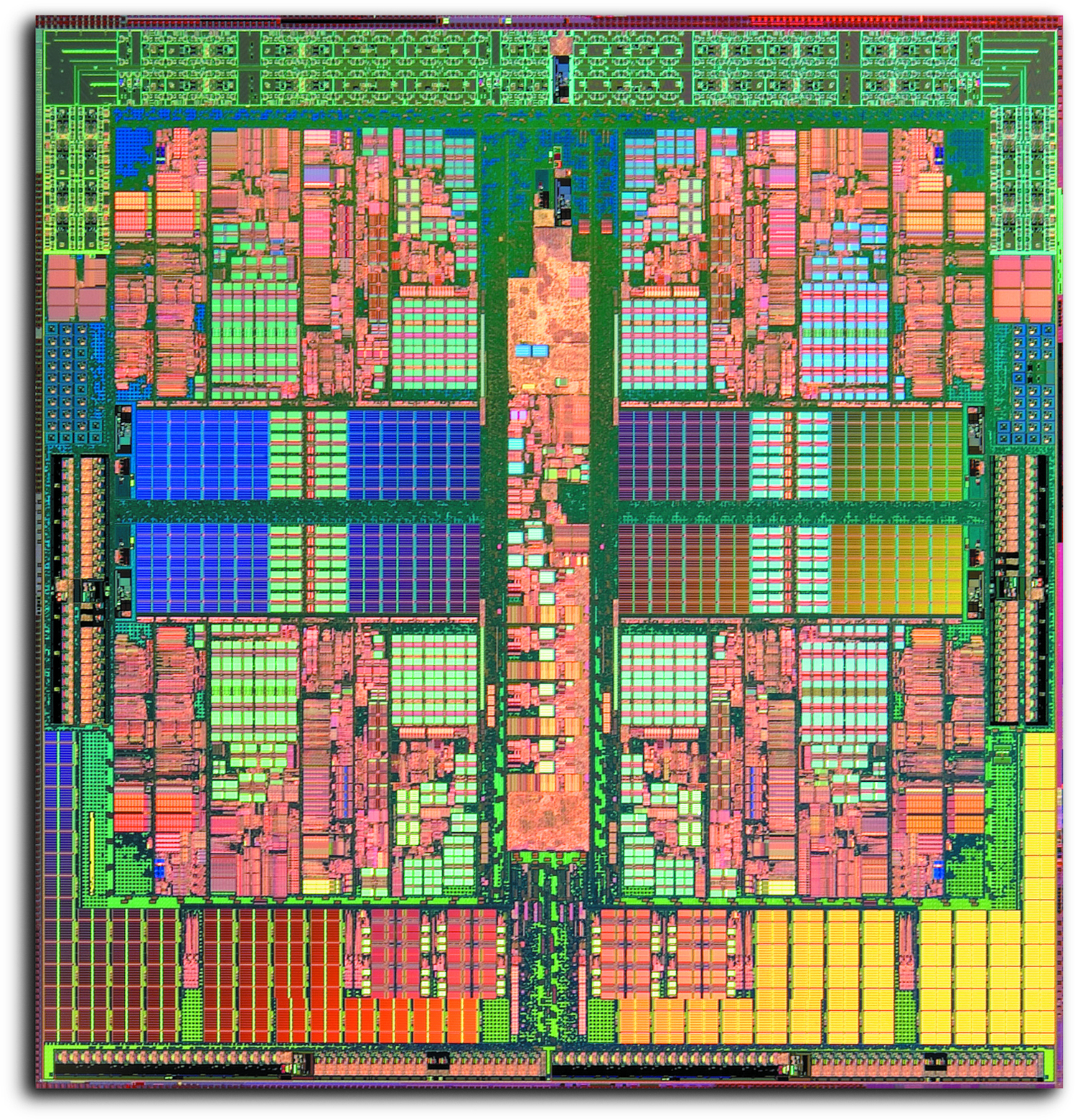
Quad-core "Barcelona" Opteron

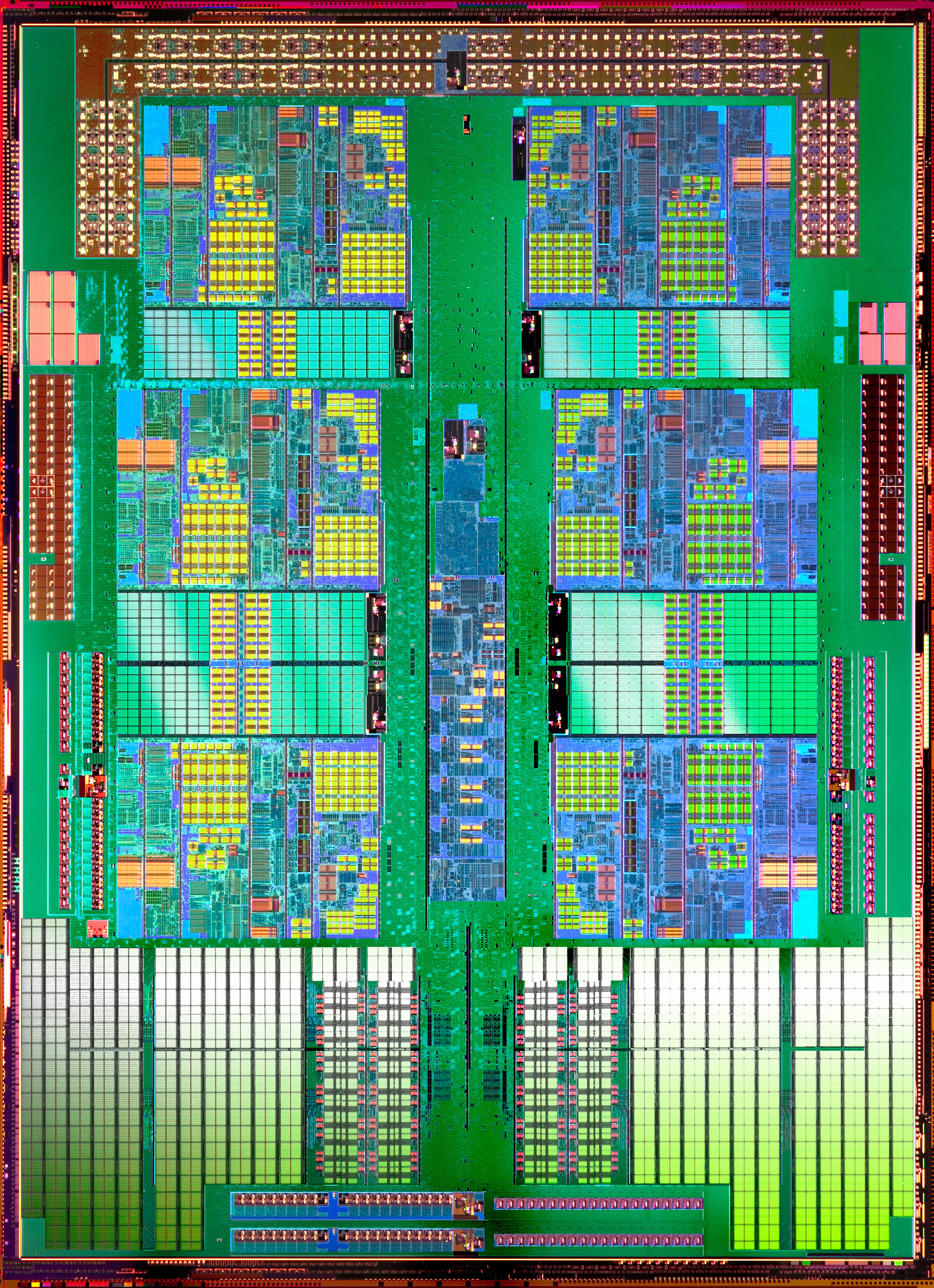
6-magos "Istanbul" Opteron

Az Opteron az AMD x86-os architektúrára épülő 64 bites processzorcsaládja. Ez volt az első, amely alkalmazta az AMD64 utasításkészletű architektúrát (amely x86-64-ként is ismert). 2003. április 22-én jelent meg a SledgeHammer (K8) nevű maggal, és a szerver-piacon az Intel Xeon processzorainak ellenfeléül szánták. A 10h-es mikroarchitektúrára épülő processzorok 2007. szeptember 10-én lettek bejelentve, ezek már négy magosak.
| AMD Opteron processzor család            | AMD Opteron processzor család | AMD Opteron processzor család                          | AMD Opteron processzor család | AMD Opteron processzor család |
| Szerver                                  | Szerver                       | Szerver                                                | Szerver                       |                               |
| Kódnév                                   | Processz                      | Kibocsátás                                             | Magok                         |                               |
| ---------------------------------------- | ----------------------------- | ------------------------------------------------------ | ----------------------------- | ----------------------------- |
| SledgeHammer Venus Troy Athens           | 130 nm 90 nm 90 nm 90 nm      | 2003. június 2005. augusztus 2006 január. 2006. január | 1                             |                               |
| Denmark Italy Egypt Santa Ana Santa Rosa | 90 nm 90 nm 90 nm 90 nm 90 nm | 2006. március 2006. május 2006. június 2006. augusztus | 2                             |                               |
| Barcelona Budapest Shanghai              | 65 nm 65 nm 45 nm             | 2007. szeptember 2008. április 2008. november          | 4                             |                               |
| Istanbul                                 | 45 nm                         | 2009. június                                           | 6                             |                               |
| Lisbon                                   | 45 nm                         | 2010. június                                           | 4,6                           |                               |
| Magny-Cours                              | 45 nm                         | 2010. március                                          | 8,12                          |                               |
| Valencia                                 | 32 nm                         | 2011. november                                         | 6,8                           |                               |
| Interlagos                               | 32 nm                         | 2011. november                                         | 4,8,12,16                     |                               |
| Zurich                                   | 32 nm                         | 2012. március                                          | 4, 8                          |                               |
| Abu Dhabi                                | 32 nm                         | 2012. november                                         | 4,8,12,16                     |                               |
| Delhi                                    | 32 nm                         | 2012. december                                         | 4, 8                          |                               |
| Seoul                                    | 32 nm                         | 2012. december                                         | 4, 6, 8                       |                               |